# Сектор Б
Сектор «Б» — угруповання українських військових підрозділів на захід від міста Донецьк під час війни на сході України 2014-2015 років. Командувач — генерал-лейтенант Руслан Хомчак.
Угруповання брало участь у боях за Іловайськ.
24-25 серпня, в результаті наступу російських військ через сектор «Д» та втечі з поля бою командувача сектором «Д» генерал-лейтенанта Петра Литвина, підконтрольні Руслану Хомчаку війська опинились в оперативному оточенні. Після оточення частини далі чинили опір сепаратистам та регулярним частинам російської армії. Генерал-лейтенант Руслан Хомчак вийшов з оточення разом із комбатом "Дніпро-1", комбатом батальйону "Миротворець" та кількома десятками бійців і офіцерів зі зброєю.
18 грудня 2015 року території Сектору «Б» були розділені між Оперативно-тактичним угрупованням «Маріуполь» та Оперативно-тактичним угрупованням «Донецьк».